# Wallenstråle
Wallenstråle är en svensk adelsätt, som adlades den 26 oktober 1756 med Martin Georg Wallenstråle. Ätten är sedan 2004 utslocknad på svärdssidan men fortlever på spinnsidan. Den 12 januari 1820 immatrikulerades ätten på Finlands riddarhus.

## Personer med efternamnet Wallenstråle
- Fredrik Frans Wallenstråle
- Martin Georg Wallenstråle
- Märta Wallenstråle